# Galácticos

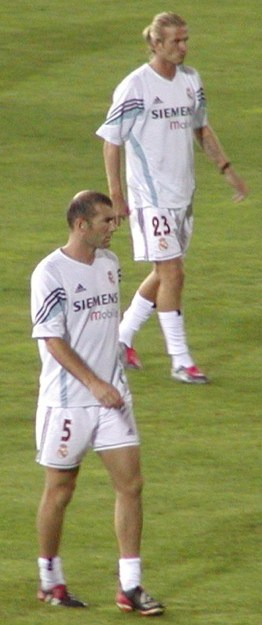
Zinédine Zidane e David Beckham in azione con la maglia del nel 2003

Con il termine spagnolo galácticos (in italiano galattici) si identificano alcuni calciatori che militarono nella squadra di calcio del Real Madrid durante il primo mandato da presidente di Florentino Pérez (dal 2000 al 2006), nell'ambito di una precisa politica di calciomercato volta all'acquisto delle migliori stelle del panorama mondiale.
Inizialmente il termine galácticos aveva un'accezione positiva, utilizzato per enfatizzare la volontà di costruire una squadra di alto livello che potesse assicurare successi duraturi nel tempo; con il passare degli anni, alla luce degli scarsi risultati sportivi ottenuti dal Real Madrid in rapporto agli ingenti investimenti compiuti, la parola assunse però un significato negativo, divenendo sinonimo di "primadonna" e venendo utilizzato per criticare tale politica di gestione di una società sportiva.
Il termine è stato talora adoperato in altri sport, ad esempio nel rugby.

## Origini
Sebbene il termine abbia acquisito popolarità nei primi anni duemila, l'origine della parola galáctico usata in senso figurato risale agli anni cinquanta e sessanta del ventesimo secolo, quando l'allora presidente del Real Madrid, Santiago Bernabéu, formò una squadra di fuoriclasse: Alfredo Di Stéfano, Ferenc Puskás, Raymond Kopa, José Santamaría e Francisco Gento; in quel periodo la compagine madrilena egemonizzò il calcio nazionale ed europeo, vincendo dodici Campionati spagnoli e sei Coppe Campioni.
Verso la fine degli anni ottanta, la politica della quinta del Buitre (in italiano coorte dell'Avvoltoio, gioco di parole dal nome di Emilio Butragueño) si pose in contrapposizione alla politica dei galácticos, designando, nella gestione societaria e tecnica del Real Madrid, un approccio più concreto e meno votato all'estetica.

## Lista
La prima epoca dei galácticos è solitamente identificata con la prima presidenza di Florentino Pérez, che assunse per la prima volta il timone del Real Madrid nel 2000 e lo mantenne fino al 2006. L'era fu inaugurata dall'acquisto di Luís Figo, arrivato dal Barcellona nell'estate del 2000 con grande risonanza mediatica, e si chiuse sostanzialmente con la partenza di David Beckham, giunto al Real Madrid nel 2003 e andato via nel 2007. Gli acquisti della prima gestione di Pérez comprendono:
- Luís Figo – ingaggiato nel 2000 per 60 milioni di euro dal Barcellona.
- Zinédine Zidane – ingaggiato nel 2001 per 73,5 milioni di euro dalla Juventus.
- Ronaldo – ingaggiato nel 2002 per 45 milioni di euro dall'Inter.
- David Beckham – ingaggiato nel 2003 per 37,5 milioni di euro dal Manchester Utd.
- Michael Owen –  ingaggiato nel 2004 per 9 milioni di euro dal Liverpool.
- Robinho –  ingaggiato nel 2005 per 24 milioni di euro dal Santos.
- Sergio Ramos –  ingaggiato nel 2005 per 27 milioni di euro dal Siviglia.

Molti altri calciatori sono considerati parte dei galácticos, sebbene, a rigore, siano approdati al Real Madrid prima della gestione di Pérez, o si siano formati nel settore giovanile del club:
- Fernando Hierro – al Real Madrid dal 1989, ingaggiato per un milione di euro dal Real Valladolid.
- Raúl – proveniente dal settore giovanile, in prima squadra dal 1994.
- Guti – proveniente dal settore giovanile, in prima squadra dal 1995.
- Roberto Carlos – al Real Madrid dal 1996, ingaggiato per 3,5 milioni di euro dall'Inter.
- Fernando Morientes – al Real Madrid dal 1997, ingaggiato per 6,6 milioni di euro dal Real Saragozza.
- Iván Helguera – al Real Madrid dal 1999, ingaggiato per 4,5 milioni di euro dall'Espanyol.
- Míchel Salgado – al Real Madrid dal 1999, ingaggiato per 11 milioni di euro dal Celta Vigo.
- Steve McManaman – al Real Madrid dal 1999, ingaggiato a parametro zero dal Liverpool.
- Nicolas Anelka – al Real Madrid dal 1999, ingaggiato per 35 milioni di euro dall'Arsenal.
- Iker Casillas – proveniente dal settore giovanile, in prima squadra dal 1999.
- Claude Makélélé – al Real Madrid dal 2000, ingaggiato per 14 milioni di euro dal Celta Vigo.